# Osiedle Śródmieście (Rzeszów)
Osiedle Śródmieście – osiedle nr I miasta Rzeszowa, które powstało na mocy uchwały Rady Miasta z dnia 14 stycznia 2019, w wyniku połączenia dotychczasowych osiedli Śródmieście-Północ i Śródmieście-Południe. Według stanu na dzień 10 maja 2019 r. osiedle zamieszkiwało 7605 osób. Według stanu na 31 października 2019 r. osiedle liczyło 7537 mieszkańców, natomiast według stanu na dzień 18 lutego 2021 r.  osiedle zamieszkiwało 7400 osób.
Osiedle Śródmieście Północ w 2010 r. zamieszkiwało 4581 osób, a według stanu na dzień 7 listopada 2018 liczyło 4328 mieszkańców.
Osiedle Śródmieście Południe w 2010 r. zamieszkiwało 3431 osób, a według stanu na dzień 7 listopada 2018 r. liczyło 3371 mieszkańców.